# Джун Марлоу
Эта статья — об американской актрисе кино. Об англо-американской актрисе театра см. Джулия Марлоу.
Джун Марлоу (англ. June Marlowe; 6 ноября 1903, Сент-Клауд — 10 марта 1984, Бербанк, Калифорния) — американская киноактриса эпохи немого кино. Наиболее запомнилась зрителю исполнением роли мисс Крэбтри в киносериале «Пострелята» (1930—1932).

## Биография

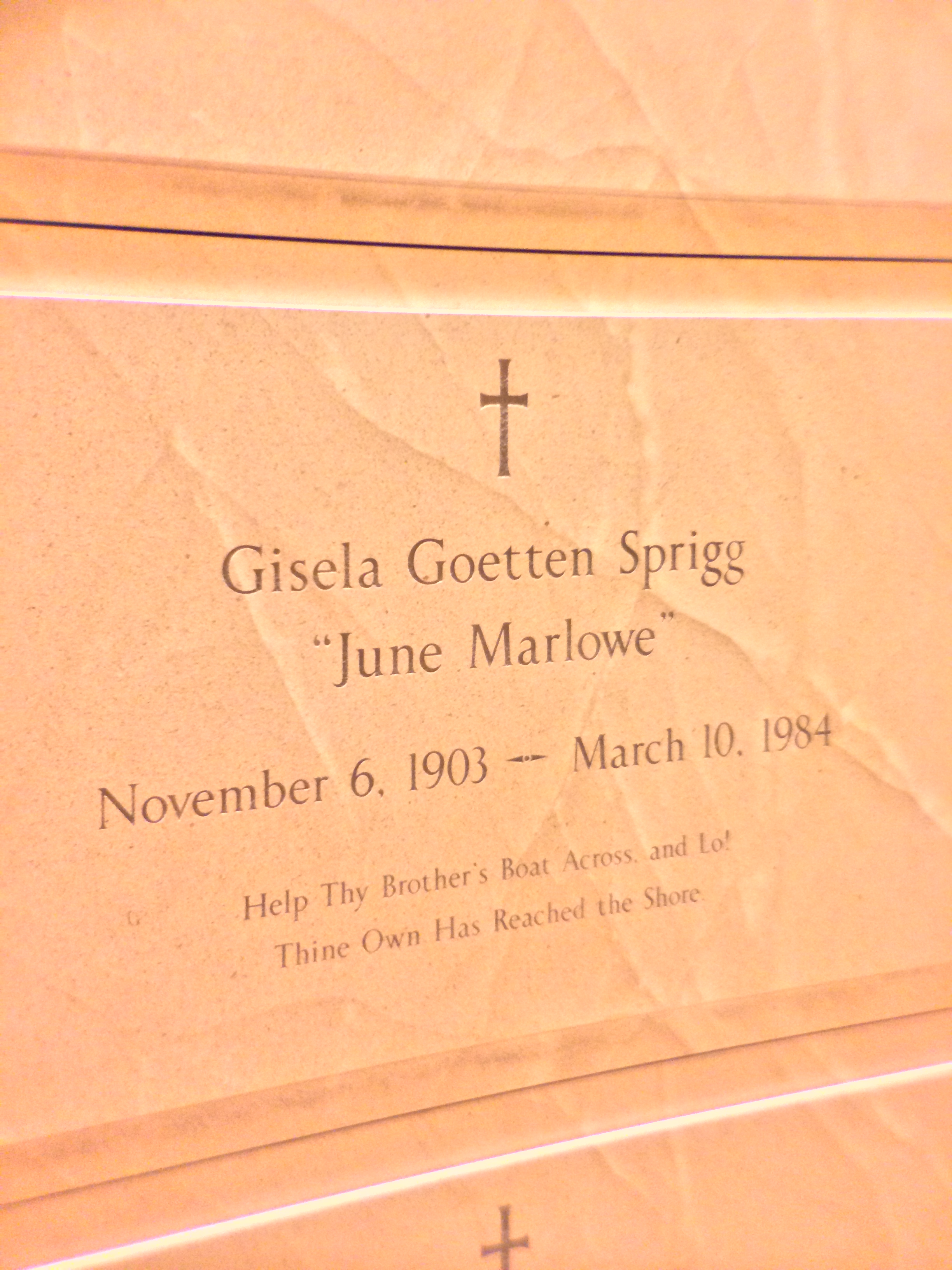
Склеп Джун Марлоу в Собор Богоматери Ангелов

Гисела Валария Готтен (настоящее имя актрисы) родилась 6 ноября 1903 года в городке Сент-Клауд (штат Миннесота, США) в немецкой семье. У девочки было трое братьев и сестра, почти все из них тоже добились некоторых успехов в кинематографе, хоть и гораздо меньших, чем она. Братья: Джеральд, Луис (1905—1991) и Армор (1910—2001); сестра — Алона (1908—2006). После окончания средней школы, в 1920 году, будущая актриса с семьёй переехала в Лос-Анджелес, где три года спустя она окончила старшую школу Голливуда. Уже в следующем году начала сниматься, заключив контракт с только что созданной киностудией Warner Bros., которая придумала ей благозвучный актёрский псевдоним Джун Марлоу. Уже в 1925 году актриса стала одной из тринадцати финалисток престижного конкурса WAMPAS Baby Stars, что обеспечило ей много предложений о съёмках. Марлоу активно снималась до начала 1930-х годов, но в эру звукового кино перейти не смогла.
В 1929 году была приглашена в Германию, где снялась в двух кинолентах.
В 1928—1930 годах снималась для студии Universal Pictures. К 1930 году Марлоу практически перестали приглашать сниматься, так как большинство фильмов в то время уже стали звуковые, а голос актрисы для такого кино не подходил. В начале 1930 года Марлоу, пришедшую в магазин за покупками, случайно увидел режиссёр Роберт Ф. МакГоуэн. Он поразился её застенчивости и красивым свежим лицом. МакГоуэн предложил девушке сниматься в его фильмах, не подозревая, что перед ним достаточно известная актриса, снимающаяся уже шесть лет. Марлоу с радостью приняла предложение и пришла на пробы на роль школьной учительницы мисс Крэбтри в киносериале «Пострелята». Продюсера Хэла Роуча её типаж не совсем устроил, он был в раздумьях, но стоило брюнетке Марлоу надеть парик блондинки (главный герой этого сериала, Джеки Купер, был блондином), как она тут же была утверждена. Таким образом, в 1930—1932 годах Марлоу работала на Студии Хэла Роуча. После окончания карьеры Марлоу вышла замуж и остаток жизни провела в статусе домохозяйки.
В начале 1980-х годов у неё была диагностирована болезнь Паркинсона, от её осложнений Марлоу и скончалась 10 марта 1984 года. Была похоронена на кладбище миссии Сан-Фернандо-Рей-де-Испанья, но между 2002 и 2014 годом её прах был перемещён в склеп в Соборе Богоматери Ангелов.

### Личная жизнь
2 июля 1933 года Марлоу вышла замуж за голливудского бизнесмена Родни Спригга. К этому времени Марлоу окончательно ушла из кинематографа и до конца жизни была домохозяйкой. Пара прожила вместе 49 лет, до самой смерти Спригга в 1982 году. Детей у них не было.

## В популярном искусстве
В 1990 году сценаристы Уоллес Володарски и Джей Коген придумали для только что вышедшего мультсериала «Симпсоны» нового персонажа, школьную учительницу по имени Эдна. Фамилию ей дали «Крабаппл», что обыгрывает бытовое название яблони (англ. crabapple), а также с указанием на учительницу мисс Крэбтри (англ. Crabtree) из серии короткометражных фильмов начала 1930-х годов «Пострелята», сыгранную Джун Марлоу.

## Избранная фильмография
- 1925 — Под чертой[англ.] / Below the Line — Мэй Бартон
- 1925 — Битва волков[англ.] / The Clash of the Wolves — Мэй Барстоу
- 1926 — Ночной крик[англ.] / The Night Cry — миссис Джон Мартин
- 1926 — Дон Жуан / Don Juan — Трусия (в титрах не указана)
- 1926 — The Old Soak — Айна Хит
- 1927 — Четвёртая заповедь[англ.] / The Fourth Commandment — Марджори Миллер
- 1928 — Иностранный легион[англ.] / The Foreign Legion — Габриэлла
- 1930 — Одинокий защитник[англ.] / The Lone Defender — Долорес Вальдес
- 1930 — Любимчик учителя[англ.] / Teacher's Pet — мисс Крэбтри, школьная учительница (в титрах не указана)[10]
- 1930 — Прогуливаем школу[англ.] / School's Out — мисс Крэбтри, школьная учительница (в титрах не указана)[10]
- 1931 — Любовное дело[англ.] / Love Business — мисс Крэбтри, школьная учительница (в титрах не указана)[10]
- 1931 — Маленький папочка[англ.] / Little Daddy — мисс Крэбтри, школьная учительница[10]
- 1931 — Простите нас[англ.] / Pardon Us — дочь надзирателя тюрьмы
- 1931 — Пострелята: Разбитые надежды[англ.] / Shiver My Timbers — мисс Крэбтри, школьная учительница[10]
- 1932 — Читаем и пишем[англ.] / Readin' and Writin' — мисс Крэбтри, школьная учительница[10]